# Oakland (Mississippi)
Oakland è una città (town) degli Stati Uniti d'America, situata nella contea di Contea di Yalobusha, nello Stato del Mississippi.